# Myx Music Awards 2009
La quarta edizione degli Myx Music Awards si è svolta nel 2009 al teatro Meralco di Pasig.

## Vincitori
Fonte:
- Favorite MYX Bandarito Performance: Astrojuan
- Favorite MYX Live Performance: Imago
- Favorite International Music Video: David Archuleta - Crush
- Favorite Media Soundtrack: Sarah Geronimo - A Very Special Love
- Favorite Collaboration: Christian Bautista & Sitti - Captured
- Favorite Guest Appearance In A Music Video: Karylle (Only Hope - Gary Valenciano)
- Favorite Indie Artist: Paraluman
- Favorite New Artist: Rico Blanco
- Favorite Mellow Video: Sarah Geronimo - A Very Special Love
- Favorite Rock Video: Pedicab - Ang Pusa Mo
- Favorite Urban Video: Dannie Boi Feat. Beatmox - Shake That Thing
- Favorite Group: 6 Cycle Mind
- Favorite Male Artist: Erik Santos
- Favorite Female Artist: Sarah Geronimo
- Favorite Artist: Sarah Geronimo
- Favorite Song: Sandwich - Betamax
- Favorite Music Video: Sandwich - Procrastinator (Diretto da Quark Henares)
- Favorite Remake: Sarah Geronimo - A Very Special Love
- Myx Magna Award: Eraserheads